# Pentaria mongolica
Pentaria mongolica là một loài bọ cánh cứng trong họ Scraptiidae. Loài này được Ermisch miêu tả khoa học năm 1969.